# Corybas abellianus
Corybas abellianus är en orkidéart som beskrevs av Alick William Dockrill. Corybas abellianus ingår i släktet Corybas, och familjen orkidéer. Inga underarter finns listade i Catalogue of Life.